# 恩派尔 (科罗拉多州)
恩派尔（英語：Empire），是美国科罗拉多州克利尔克里克县下属的一座城市。建市于1882年4月12日，面积大约为0.259平方英里（0.67平方公里）。根据2010年美国人口普查，该市有人口282人。2011年估计该市有人口280人，相比2010年人口增长率为-0.71%。同时，论人口该市是科罗拉多州第220大城市。